# デンマーク・ノルウェー連合王国
デンマーク・ノルウェー連合王国（デンマーク・ノルウェーれんごうおうこく）は、1380年からカルマル同盟成立の1396年の間存在した、デンマーク王国とノルウェー王国との同君連合国家。デンマーク・ノルウェー両王国はカルマル同盟を経て1814年まで国王を同じくしていたが、歴史的な経緯から1523年にスウェーデン王国がカルマル同盟から分離し、カルマル同盟が解体した後の新たな同君連合をデンマーク＝ノルウェー二重王国と呼ぶ。さらに、1536年のプロテスタントへの改宗後についてはデンマーク＝ノルウェーの記事で参照されたい。

## 成立
ノルウェー国王ホーコン6世を父に、デンマーク王女マルグレーテ1世を母に持つオーロフ2世が、1375年にデンマーク国王ヴァルデマー4世が嗣子無く死去したのを受けて女系継承によりデンマーク国王となった。1380年、父王ホーコン6世も死去すると、デンマーク国王兼ノルウェー国王となり、ここにデンマーク・ノルウェー間の同君連合が成立した。

## 歴代国王
1. オーロフ2世（在位：1380年 - 1387年）
2. エーリク7世（エーリク・ア・ポンメルン、在位：1388年 - 1396年）

- マルグレーテ（デンマーク摂政：1375年 – 1412年、ノルウェー摂政：1388年 – 1412年）